# Femoracoelotes
Femoracoelotes — рід аранеоморфних павуків родини Agelenidae.

## Поширення
Представники роду поширені на острові Тайвань.

## Класифікація
Рід містить 2 види :
- Femoracoelotes latus (Wang, Tso & Wu, 2001)
- Femoracoelotes platnicki (Wang & Ono, 1998)